# Gonomyia discreta
Gonomyia discreta är en tvåvingeart som beskrevs av Alexander 1932. Gonomyia discreta ingår i släktet Gonomyia och familjen småharkrankar. Inga underarter finns listade i Catalogue of Life.